# (500256) 2012 KP34
(500256) 2012 KP34 es un asteroide perteneciente al cinturón de asteroides, descubierto el 16 de mayo de 2012 por el equipo del Mount Lemmon Survey desde el Observatorio del Monte Lemmon, Arizona, Estados Unidos.

## Designación y nombre
Designado provisionalmente como 2012 KP34.

## Características orbitales
2012 KP34 está situado a una distancia media del Sol de 2,753 ua, pudiendo alejarse hasta 3,147 ua y acercarse hasta 2,360 ua. Su excentricidad es 0,142 y la inclinación orbital 6,102 grados. Emplea 1669,24 días en completar una órbita alrededor del Sol.

## Características físicas
La magnitud absoluta de 2012 KP34 es 17.